# Clinocera notialis
Clinocera notialis är en tvåvingeart som beskrevs av Sinclair 2008. Clinocera notialis ingår i släktet Clinocera och familjen dansflugor.
Artens utbredningsområde är Juan Fernández-öarna. Inga underarter finns listade i Catalogue of Life.